# إعطاء تحت اللسان

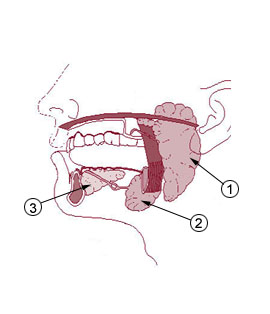
توضيح هيكل الفموي ومنطقة تحت اللسان

الادوية التي تستخدم تحت اللسان (بالإنجليزية: sublingual، وتختصر SL)‏ يعود إلى إحدى طرق إعطاء الدواء في علم الأدوية; حيث ينتشر الدواء عبر الأنسجة إلى الدم عن طريق الأنسجة تحت اللسان. صُممت العديد من الأدوية ليتم إعطاءها تحت اللسان مثل أدوية القلب كالسرويدات والباربيتورات بالأضافة إلى الإنزيمات. الفيتامينات والمعادن أيضا في تصاعد مستمر لإستخدامها تحت اللسان.

## المبدأ
عندما تتصل مادة كيميائية مع الغشاء المخاطي تحت اللسان، تنتشر عبره. لأن النسيج الضام تحت النسيج الظاهر يتكون من العديد من الشعيرات الدموية، المادة بعد ذلك تنتشر فيهم ثم تدخل للوريد.في المقابل المواد الممتصه في الامعاء تتعرض لتمرير الايض الاولي في الكبد قبل ان تدخل للمجرى الدموي.
الاستخدام تحت اللسان لديه فوائد معينه أفضل من الاستخدام الفموي (البلع).لنكن مباشرين أكثر، انه بالعادة اسرع بالإضافة إلى انه يضمن ان المادة سوف تتعرض لمخاطر التكسير فقط منالانزمات اللعابية قبل ان تدخل لمجرى الدم، بينما الادويه ذات الاستخدام الشفوي يجب ان تنجو من عبور الجهاز الهضمي لبيئه المضيف، التي تعرضه للتكسير، اما عبر احماض المعدة أو الاحماض الصفراوية أو الإنزيمات مثل الإنزيم أحادي الأمين المؤكسد.
علاوة على ذلك هذه الادويه يجب ان تعبر الكبد، حيث هنالك ممكن ان تتعرض الادويه للتغير على نطاق واسع: هذا يعرف ب تأثر العبور الاولي لأيض الادوية. بسبب النشاط الهضمي للمعده وللامعاء ولذائبية الجهاز الهضمي، الاستخدام الشفوي غير مناسب لبعض المواد، مثل:(SALVINORIN A)

## الاشكال
التحضيرات الصيدلانيه للاستخام تحت السان مصنعه في اشكال من:
- اقراص تحت اللسان –اقراص تذوب بسهولة في الفم، تنتشر بسرعه ومع القليل أو بلا البقايا.مثال على ذلك اقراص النايتروجليسيرين.ondansetron, والمضاد للتقيؤ أوندانسيترون
- الاقراص متعدده الاسباب-اقراص قابلة للذوبان إما للاستخدام تحت اللسان أو الفموي (أو الاستخدام الشدق), بالعادة هي مناسبه أيضا للتحضيرات للحقن، ناظم الماء (هايدرو مورفون)وعدد من العلامات التجاريه لأقراص المورفين والمكعبات.
- قطرات تحت اللسان-محاليل مركزة تقطر تحت اللسان، كما هو الحال مع بعض تحضيرات نيكوكودين للسعال.
- رذاذ تحت اللسان-رذاذ للسان، بعض الناس والأطباء البشريين أستغنوا عنها.
- حبّ
- فوارة الشدق أو تحت اللسان - هذا الشكل من أشكال الدواء يدفع به إلى الغشاء المخاطي بشكل سريع، تستخدم في أقراص دواء الفينتورا فينتيل تحت اللسان.

## المواد
تقريبا أي شكل من أشكال المادة قد تكون قابلة لأخذها تحت اللسان إذا كانتتذوب بسهولة في اللعاب. المساحيق والبخاخات قد تكون جميعها مناسبه في هذه الطريقة. ومع ذلك، هناك عدد من العوامل، مثل الرقم الهيدروجيني، الوزن الجزيئي، وذوبان الدهون، قد تحدد ما إذا كان الطريق عملي أم لا. وبناء على هذه الخصائص فإن الدواء ذو ذائبية قليلة نسبياً قد ينتشر ببطء شديد من خلال الغشاء المخاطي ليكون فعّال. ومع ذلك، العديد من الأدوية تكون أكثر فعالية حين تؤخذ تحت اللسان، وعموما هو بديل أكثر أمانا من الاستخدام عن طريق الغشاء المخاطي للأنف. كما تستخدم هذه الطريقة على نطاق واسع من قبل الناس التي تستخدم بعض العقاقير ذات التأثير العقلي.السلبية الوحيدة هي تلون الأسنان وتسوسها الناجمة عن الاستخدام طويل الأمد لهذه الطريقة مع الأدوية والمواد المالئة الكاوية الحمضية أو غير ذلك.

## التأثير النفساني
بالإضافة إلىدواءSalvinorin A, أدوية نفسية أخرى ممكن ان تستخدم تحت اللسان مثل ثنائي إيثيل أميد حمض الليسرجيك (LSD)، إكستاسي (MDMA)، المورفين، الألبرازولام، كلونازيبام، والعديد من الأدوية الأخرى بما في ذلك مخدرالتريبتامينات وphenethylamines كلهم مرشحين ان يكونوا قابلين للتطبيق للإستخدام عبر هذا الشكل. في معظم الاحيان، الدواء الذي يُطلب يسحق كبودرة ويوضع في الفم (في كثير من الأحيان مباشرة تحت اللسان). إذا بقي الدواء تحت اللسان لفترة طويلة بما فيه الكفاية، فإن الأدوية ستنتشر في مجرى الدم، وتتجاوز الجهاز الهضمي (مما يؤدي إلى وصول الدواء إلى مجرى الدم بتركيز جيد لأانه تجاوز الجهاز الهضمي). قد يكون هذا الأسلوب المفضل لتناوله عن طريق الفم، لأنه من المعروف ان إنزيم ال MAO يستخدم لأكسدة العديد من الأدوية (خاصة التريبتامينات مثل DMT), أيضاً هذا الشكل من أشكال إعطاء الدواء يوصل الدواء مباشرة إلى الدماغ حيث تعمل معظم الأدوية النفسية. هذه الطريقة محدودة بسبب أنّ زيادة إفرازات اللعاب تغسل المادة الكيميائية أسفل الحلق. أيضا، فإن العديد من القلويدات لها طعم سيء الأمر الذي يجعل من الصعب تناوله عبر الفم. حبة من الأدوية ذات التأثير النفساني عادة ما تشمل مواد كيميائية مريرة مثلديناتونيوم من أجل تقليل اساءه استخدامه وأيضا للتقليل منتناول الأطفال لهم.

## المواد المثيره للحساسيه
المواد المثيرة للحساسية يمكن أيضا أن تطبق تحت اللسان، تقوم منظمة الصحة والأغذية (FDA) بمراجعة هذه الطريقة في العلاج المناعي للحساسية ولكن لم تتم الموافقة بعد في الولايات المتحدة. وفي عام 2007، نشر رودر عملاً يظهر أن العلاج المناعي لحبوب الطلع من العشب التي تؤخذ تحت اللسان هي غير مفيدة لأعراض الشباب في مراكز العناية الأولية.

## الببتيدات العلاجيه والبرتينات
وهناك طريقة جديدة نسبيا من إدارة الببتيدات والبروتينات العلاجية (مثل السيتوكينات، ومجال الأجسام المضادة، شظايا فاب أو الأجسام المضادة وحيدة السلسلة) هي الاستخدام تحت اللسان. الببتيدات والبروتينات ليست مستقرة في القناة الهضمية، ويرجع ذلك أساسا إلى تكسرها بفعل الإنزيمات واختلاف الرقم الهيدروجيني. ونتيجة لذلك، فإن معظم الببتيدات (مثل الانسولين، exenatide ، فاسوبريسين، الخ...) أو البروتينات (مثل الإنترفيرون، EPO و interleukins) يجب أن تستخدم عن طريق الحقن. في الآونة الأخيرة، قد سمحت التقنيات الجديدة الاستخدام تحت اللسان لهذه الجزيئات.

## اللقاحات
يمكن أيضا أن تستخدم تحت اللسان للقاحات ضد الأمراض المعدية المختلفة. وهكذا، قد وجدت الدراسات قبل السريرية أن اللقاحات تحت اللسان يمكن أن تكون لها مناعة عالية ويمكن أن تحمي ضد فيروس الانفلونزا  وهيليكوباكتر بيلوري،  ولكن يمكن أيضا أن تستخدم الإدارة تحت اللسان للقاحات ضد الأمراض المعدية الأخرى.